# Mongoliet i olympiska sommarspelen 1964
Mongoliet deltog med 21 deltagare vid de olympiska sommarspelen 1964 i Tokyo. Ingen av landets deltagare erövrade någon medalj.